# BSG Aktivist Hohenmölsen
Die BSG Aktivist Hohenmölsen war eine Betriebssportgemeinschaft im Ort Hohenmölsen. Nach der Wende wurde der SV Hohenmölsen 1919 aus der BSG ausgegründet. Im Sportverein Hohenmölsen werden die Sportarten Fußball, Kegeln, Tischtennis, Volleyball, Freizeitsport, Boxen und Unihockey angeboten. 

## Sektion Fußball
Der SV Hohenmölsen wurde im Jahr 1919 unter der Bezeichnung Wacker Hohenmölsen gegründet. Der Arbeiterverein agierte bis zur Machtergreifung der Nationalsozialisten in der Meisterschaft des Arbeiter-Turn- und Sportbundes, etwaige Teilnahmen an den Endrunden zur Bundesmeisterschaft des ATSB fanden nicht statt.
1945 wurde der Verein als SG Hohenmölsen bzw. SG Vorwärts Hohenmölsen neu gegründet. In der Folgezeit vollzog die lose Sportgruppe mit dem Einstieg der Sportvereinigung Aktivist sowie des ortsansässigen Tagebaus Profen ab 1951 eine erneute Umbenennung in Aktivist Hohenmölsen.
Auf sportlicher Ebene war Aktivist Hohenmölsen vorerst im Bezirksklassenbereich vertreten, stieg in der Saison 1958 gemeinsam mit Aktivist Nachterstedt und Motor Aschersleben erstmals in die damals viertklassige Bezirksliga Halle auf. Die höchste Spielklasse des Bezirkes hielt Aktivist Hohenmölsen lediglich eine Spielzeit. 1957 erreichte die Reviermannschaft das Finale im Halleschen Bezirkspokal, in welcher sie Traktor Teuchern unterlag.
In der Saison 1958 nahm Hohenmölsen auch erstmals am FDGB-Pokal teil. Nach dem Weiterkommen über Aufbau Leipzig-Nord und Traktor Atzendorf unterlag Aktivist Hohenmölsen in der ersten Hauptrunde dem späteren Finalisten SC Lokomotive Leipzig. Dem 1:1-Unentschieden auf eigenem Platz folgte eine 1:8-Niederlage beim DDR-Oberligisten.
In der Folgezeit agierte Aktivist Hohenmölsen ausnahmslos in der Bedeutungslosigkeit des DDR-Fußballs und war ausschließlich im Lokalfußball des Burgenlandes aktiv. Derzeitige Spielklasse des nach der Wende in SV Hohenmölsen 1919 zurückbenannten Vereins ist die Kreisliga Burgenland. 

## Statistik und Erfolge
- als BSG Aktivist Hohenmölsen
  - Bezirkspokalfinalist 1957
  - Teilnahme Bezirksliga Halle: 1958
  - Teilnahme FDGB-Pokal 1958 (1. Hauptrunde: SC Lokomotive Leipzig 8:1 BSG Aktivist Hohenmölsen)
- als SV Hohenmölsen 1919
  - Vizemeister Kreisoberliga Burgenland 2008/09
  - Meister Kreisliga 2 Burgenland 2011/12
  - Aufstieg in die Kreisoberliga Burgenland 2012

## Personen
- Uwe Machold